# Игра окончена (фильм)
«Игра окончена» (англ. Game Over) — совместный финско-испано-шведско-британский фильм—триллер финского режиссёра Пекки Лехто, вышедший в прокат 26 августа 2005 года только в Финляндии.
Фильм снимался в Финляндии (Хельсинки и Пори) и Швеции (Тролльхеттан в лене Вестра-Гёталанд). Название фильма — Game over — обыгрывает термин, использующийся в компьютерных играх, когда игра заканчивается.

## Сюжет
Подросток Кими, юный «злой гений», заправляет местной командой по игре в хоккей на траве. В команду также входят ближайшие друзья Кими: ХооПее, Валттери и Рику. Кими подговаривает своих друзей убить некоего Пертти Илола, спонсора команды, и забрать у него чемодан денег. Но позднее Кими приходится расплачиваться за собственное высокомерие. Хорошо продуманный план рушится на его глазах, один за другим выходят из-под контроля друзья Кими. Затем он теряет расположение собственного адвоката…

## В ролях
| Актёр                                   | Роль                     |
| --------------------------------------- | ------------------------ |
| Рейно Нордин                            | Кими                     |
| Юлиус Лавонен (Julius Lavonen)          | ХооПее                   |
| Яркко Ниеми (Jarkko Niemi)              | Валттери                 |
| Юусо Пеккинен (Juuso Pekkinen)          | Рику                     |
| Лилли Аро (Lilli Aro)                   | Салла                    |
| Йоонас Саартамо (Joonas Saartamo)       | Гарри                    |
| Микко Ванхала (Mikko Vanhala)           | Томппа                   |
| Каролина Блэкберн (Karoliina Blackburn) | инспектор Каролина Ранта |
| Аймо Расанен (Aimo Räsänen)             | ст. инспектор Юсси Вуори |
| Катарина Каитю (Katariina Kaitue)       | мать Кими                |
| Микко Ханнинен (Mikko Hänninen)         | отец Кими                |
| Мария Ярвенхелми (Maria Järvenhelmi)    | Минна Илола              |
| Тапио Линоха (Tapio Liinoja)            | Пертти Илола             |
| Марья Лариваара (Merja Larivaara)       | адвокат Кими             |
| Хавьер Албала (Javier Albalá)           | Эл                       |
| Эва Палларес (Eva Pallarés)             | Элла                     |

## Съёмочная группа
- Режиссёр: Пекка Лехто
- Сценаристы: Уильям Элдриджс (William Aldridge), Диего Фандос (Diego Fandos)

оригинальная история: Яакко Хейнимаки (Jaakko Heinimäki), Пекка Лехто, Юха Силтала (Juha Siltala)
- Операторы: Казимир Лехто (Kasimir Lehto), Ховард Смит (Howard Smith)
- Продюсеры: Хосе Мария Лара (José María Lara)

Великобритания: Ник Хедман (Nik Hedman)
Финляндия: Пекка Лехто
Швеция: Томас Эскильссон (Tomas Eskilsson), Кристер Нильсон (Christer Nilson)
- Композиторы: Юнас Бьерре (Jonas Bjerre), Маури Сумен (Mauri Sumén)
- Монтаж: Йоона Лоухивуори (Joona Louhivuori)
- Художник по костюмам: Элина Колехмайнен (Elina Kolehmainen)

Производство компаний «Film i Väst», «Göta Film», «Kino Finlandia» (в содружестве с Хосе Мария Лара)